# Synodontis
Synodontis is een geslacht van straalvinnige vissen uit de familie van de baardmeervallen (Mochokidae).

## Soorten
- Synodontis acanthomias Boulenger, 1899
- Synodontis acanthoperca Friel & Vigliotta, 2006
- Synodontis afrofischeri Hilgendorf, 1888
- Synodontis alberti Schilthuis, 1891
- Synodontis albolineatus Pellegrin, 1924
- Synodontis angelicus Schilthuis, 1891
- Synodontis annectens Boulenger, 1911
- Synodontis ansorgii Boulenger, 1911
- Synodontis arnoulti Roman, 1966
- Synodontis aterrimus Poll & Roberts, 1968
- Synodontis bastiani Daget, 1948
- Synodontis batensoda Rüppell, 1832
- Synodontis batesii Boulenger, 1907
- Synodontis brichardi Poll, 1959
- Synodontis budgetti Boulenger, 1911
- Synodontis camelopardalis Poll, 1971
- Synodontis carineae Vreven & Ibala Zamba, 2011
- Synodontis caudalis Boulenger, 1899
- Synodontis caudovittatus Boulenger, 1901
- Synodontis centralis Poll, 1971
- Synodontis clarias (Linnaeus, 1758)
- Synodontis comoensis Daget & Lévêque, 1981
- Synodontis congicus Poll, 1971
- Synodontis contracta Vinciguerra, 1928 – Rugzwemmende meerval
- Synodontis courteti Pellegrin, 1906
- Synodontis cuangoanus Poll, 1971
- Synodontis decorus Boulenger, 1899
- Synodontis dekimpei Paugy, 1987
- Synodontis depauwi Boulenger, 1899
- Synodontis dhonti Boulenger, 1917
- Synodontis dorsomaculatus Poll, 1971
- Synodontis eupterus Boulenger, 1901
- Synodontis filamentosus Boulenger, 1901
- Synodontis flavitaeniatus Boulenger, 1919
- Synodontis frontosus Vaillant, 1895
- Synodontis fuelleborni Hilgendorf & Pappenheim, 1903
- Synodontis geledensis Günther, 1896
- Synodontis gobroni Daget, 1954
- Synodontis grandiops Wright & Page, 2006
- Synodontis granulosus Boulenger, 1900
- Synodontis greshoffi Schilthuis, 1891
- Synodontis guttatus Günther, 1865
- Synodontis haugi Pellegrin, 1906
- Synodontis ilebrevis Wright & Page, 2006
- Synodontis irsacae Matthes, 1959
- Synodontis iturii Steindachner, 1911
- Synodontis katangae Poll, 1971
- Synodontis khartoumensis Abu Gideiri, 1967
- Synodontis koensis Pellegrin, 1933
- Synodontis kogonensis Musschoot & Lalèyè, 2008
- Synodontis laessoei Norman, 1923
- Synodontis leopardinus Pellegrin, 1914
- Synodontis leopardus Pfeffer, 1896
- Synodontis levequei Paugy, 1987
- Synodontis longirostris Boulenger, 1902
- Synodontis longispinis Pellegrin, 1930
- Synodontis lucipinnis Wright & Page, 2006
- Synodontis lufirae Poll, 1971
- Synodontis macrophthalmus Poll, 1971
- Synodontis macrops Greenwood, 1963
- Synodontis macropunctatus Wright & Page, 2008
- Synodontis macrostigma Boulenger, 1911
- Synodontis macrostoma Skelton & White, 1990
- Synodontis manni De Vos, 2001
- Synodontis marmoratus Lönnberg, 1895
- Synodontis matthesi Poll, 1971
- Synodontis melanopterus Boulenger, 1903
- Synodontis melanostictus Boulenger, 1906
- Synodontis membranacea (Geoffroy Saint-Hilaire, 1809)
- Synodontis multimaculatus Boulenger, 1902
- Synodontis multipunctatus Boulenger, 1898
- Synodontis nebulosus Peters, 1852
- Synodontis ngouniensis De Weirdt, Vreven & Fermon, 2008
- Synodontis nigrita Valenciennes, 1840
- Synodontis nigriventris David, 1936 – Afrikaanse rugzwemmer
- Synodontis nigromaculatus Boulenger, 1905
- Synodontis njassae Keilhack, 1908
- Synodontis notatus Vaillant, 1893
- Synodontis obesus Boulenger, 1898
- Synodontis ocellifer Boulenger, 1900
- Synodontis omias Günther, 1864
- Synodontis orientalis Seegers, 2008
- Synodontis ornatipinnis Boulenger, 1899
- Synodontis ornatissimus Gosse, 1982
- Synodontis ouemeensis Musschoot & Lalèyè, 2008
- Synodontis pardalis Boulenger, 1908
- Synodontis petricola Matthes, 1959
- Synodontis pleurops Boulenger, 1897
- Synodontis polli Gosse, 1982
- Synodontis polyodon Vaillant, 1895
- Synodontis polystigma Boulenger, 1915
- Synodontis pulcher Poll, 1971
- Synodontis punctifer Daget, 1965
- Synodontis punctulatus Günther, 1889
- Synodontis punu Vreven & Milondo, 2009
- Synodontis rebeli Holly, 1926
- Synodontis resupinatus Boulenger, 1904
- Synodontis ricardoae Seegers, 1996
- Synodontis robbianus Smith, 1875
- Synodontis robertsi
- Synodontis ruandae Matthes, 1959
- Synodontis rufigiensis Bailey, 1968
- Synodontis rukwaensis Hilgendorf & Pappenheim, 1903
- Synodontis schall (Bloch & Schneider, 1801)
- Synodontis schoutedeni David, 1936
- Synodontis serpentis Whitehead, 1962
- Synodontis serratus Rüppell, 1829
- Synodontis smiti Boulenger, 1902
- Synodontis soloni Boulenger, 1899
- Synodontis sorex Günther, 1864
- Synodontis steindachneri Boulenger, 1913
- Synodontis tanganyicae Borodin, 1936
- Synodontis tessmanni Pappenheim, 1911
- Synodontis thamalakanensis Fowler, 1935
- Synodontis thysi Poll, 1971
- Synodontis tourei Daget, 1962
- Synodontis unicolor Boulenger, 1915
- Synodontis vaillanti Boulenger, 1897
- Synodontis vanderwaali Skelton & White, 1990
- Synodontis velifer Norman, 1935
- Synodontis vermiculatus Daget, 1954
- Synodontis victoriae Boulenger, 1906
- Synodontis violaceus Pellegrin, 1919
- Synodontis voltae Roman, 1975
- Synodontis waterloti Daget, 1962
- Synodontis woleuensis Friel & Sullivan, 2008
- Synodontis woosnami Boulenger, 1911
- Synodontis xiphias Günther, 1864
- Synodontis zambezensis Peters, 1852
- Synodontis zanzibaricus Peters, 1868